# موزه مردم‌شناسی جنوب سهند
موزه مردم‌شناسی جنوب سهند یکی از موزه‌های شهر بناب در استان آذربایجان شرقی است که در محل سابق حمام مهرآباد و در کنار مسجد مهرآباد قرار گرفته‌است. این اثر به شمارهٔ ۲۵۱۴ در تاریخ ۱۳۷۸/۰۹/۰۱ در فهرست آثار ملی ایران به ثبت رسیده‌است.
احداث بنا مربوط به دوران صفویان بوده و تمام بخش‌های آن آهک‌اندود شده‌است. بنا و پایه‌های آن از سنگ لاشه و ملات ساروج و تاق‌ها و گنبدها از آجر و ملات گچ ساخته شده‌اند.
مساحت کل حمام مهرآباد حدود ۳۵ متر مربع است. رخت‌کن آن دارای گنبد مرکزی و گروخانهٔ این بنا نیز دارای گنبد آجری بوده و ۴ تاق کتکولی و ۴ گنبد عرق‌چین در ۴ سمت این گنبد به شکل غلام‌گردش قرار گرفته‌است.

## نگارخانه

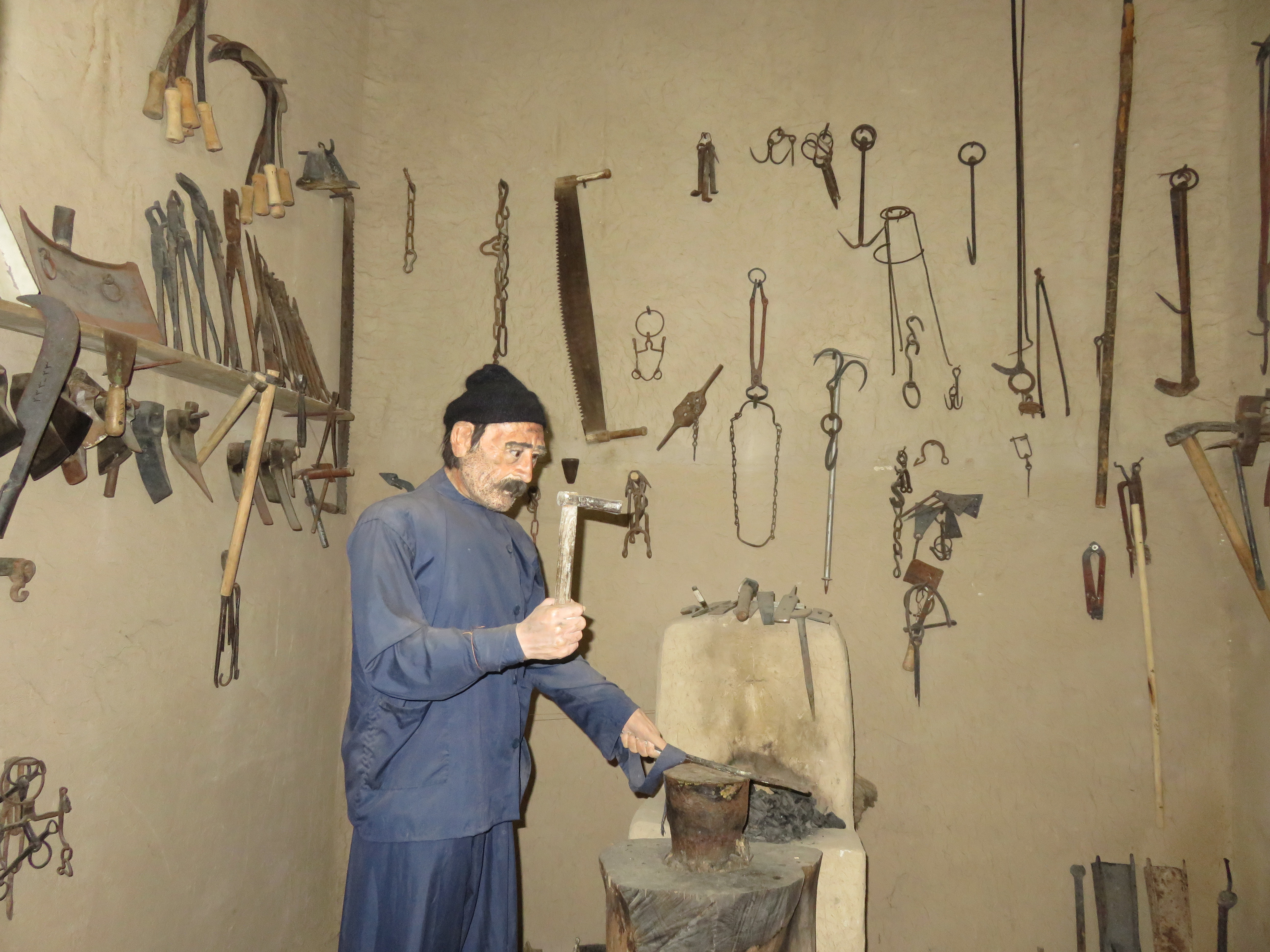